# Gabriele Stangl
Gabriele Irmgard Stangl (* 11. Juli 1964 in Erbendorf) ist eine deutsche Ernährungswissenschaftlerin und Hochschullehrerin.

## Leben
Gabriele Stangl studierte, promovierte und habilitierte von 1984 bis 1998 an der TU München. Nach einer Vertretung der Professur für Humanernährung an der Universität Hamburg ist sie seit 2004 Professorin für Humanernährung an der Martin‐Luther‐Universität Halle‐Wittenberg. Sie ist kooptiertes Präsidiumsmitglied der Deutschen Gesellschaft für Ernährung (DGE).
Sie erforscht die Wirkung von Nährstoffen auf den Stoffwechsel. Im Fokus stehen die molekularen Auswirkungen von Pflanzenproteinen, Lipiden und Vitamin D-Mangel. Außerdem arbeitet sie an der Entwicklung von Lebensmitteln und Ernährungsstrategien, die die Gesundheit fördern sollen.
Einer ihrer Forschungsschwerpunkte ist die Frage, welchen Einfluss die Ernährung auf den Stoffwechsel und die Entstehung speziell von Herz-Kreislauf-Krankheiten hat. Dabei untersucht sie auch die präventive Wirkung von Nährstoffen und arbeitet an der Entwicklung gesundheitsfördernder Lebensmittel.

## Ehrungen
Am 24. Mai 2012 wurde sie unter der Matrikel-Nr. 7495 in der Sektion Agrar- und Ernährungswissenschaften Mitglied der Nationalen Akademie der Wissenschaften Leopoldina.
Im Jahr 2013 wurde Gabriele Stangl Mitglied der Sächsischen Akademie der Wissenschaften.
Für 2021 wurde Stangl der Thüringer Forschungspreis zugesprochen.